# Alagna Valsesia
Alagna Valsesia er en italiensk by (og kommune) i regionen Piemonte i Italien, med omkring 712(2023) indbyggere.  